# British Lion (album)
Pour les articles homonymes, voir British Lion.
Albums de Steve Harris
The Burning
British Lion est le premier album solo de Steve Harris, bassiste et leader d'Iron Maiden, annoncé le 12 juillet 2012 et sorti le 24 septembre 2012.
Harris est accompagné par le chanteur Richard Taylor, les guitaristes David Hawkins (Inner Sanctum) et Grahame Leslie, et le batteur Simon Dawson (Devilment, ex-Dearly Beheaded).

## Développement
Après l'annonce initiale de la sortie de l'album en juillet 2012, Classic Rock révèle que le projet provenait d'un groupe, nommé British Lion, dont Harris avait été le mentor au début des années 1990. Harris le confirme lors d'une interview avec Classic Rock le mois suivant, expliquant qu'il s'était impliqué après que « Graham Leslie [guitare] soit venu me voir avec une cassette de chansons... et j'ai pensé qu'elles étaient vraiment bonnes, alors j'ai dit que j'essaierais d'aider son groupe à faire quelque chose. J'ai fini par les manager, les produire et écrire avec eux ».
Après la séparation du groupe original, il « est resté en contact avec Richie [Taylor, chant] et Graham, puis Richie a travaillé avec un autre guitariste appelé David Hawkins, qui est un gars très talentueux, et nous avons commencé à écrire des chansons ensemble ». Après plusieurs années de travail, du fait que Harris était occupé avec Iron Maiden, l'album se compose finalement de « six chansons écrites avec Richie et David, une avec juste Richie et moi, et les autres avec moi, Richie, Graham et quelques autres gars qui étaient là à l'époque ». Dans une interview publiée par Kerrang! en septembre, Harris déclare qu'il considérait British Lion « plus comme un projet parallèle » que comme un album solo.

## Accueil
Kerrang! l'a qualifié de « brillant album », le décrivant comme « le son d'un auteur-compositeur incroyablement talentueux sortant de ce qu'il ferait normalement et se livrant à quelque chose d'un peu différent avec un groupe d'excellents musiciens ». Metal Hammer a également été très positif à l'égard de la sortie, louant les « ré-imaginations contagieuses des albums d'UFO et de Thin Lizzy qui ont inspiré leur créateur lorsqu'il était enfant », concluant que « c'est un triomphe féroce et à cœur joie ». Bien qu'ils aient critiqué les paroles de l'album, Classic Hammer l'a qualifié de « très bon » et a complimenté le chanteur Richard Taylor et le guitariste Graham Leslie, concluant que « British Lion est un album qui est à la fois exactement ce à quoi on s'attend et bien mieux que cela ». Artistdirect déclare qu'« en ce qui concerne les auteurs-compositeurs, [Harris est] au niveau de Jimmy Page et Tony Iommi, et son nouvel album, British Lion, le prouve à dix reprises ».

## Liste des titres
1. This Is My God
2. Lost World
3. Karma Killer
4. Us Against the World
5. The Chosen Ones
6. A World Without Heaven
7. Judas
8. Eyes of the Young
9. These Are the Hands
10. The Lesson

## Classements
| Classement (2012)                           | Meilleure position |
| ------------------------------------------- | ------------------ |
| Autriche (Ö3 Austria Top 40)                | 66                 |
| Belgique (Flandre Ultratop)                 | 180                |
| Belgique (Wallonie Ultratop)                | 72                 |
| Finlande (Suomen virallinen lista)          | 22                 |
| France (SNEP)                               | 85                 |
| Allemagne (Media Control AG)                | 67                 |
| Italie (FIMI)                               | 39                 |
| Norvège (VG-lista)                          | 19                 |
| Espagne (Promusicae)                        | 63                 |
| Suède (Sverigetopplistan)                   | 30                 |
| Suisse (Schweizer Hitparade)                | 40                 |
| Royaume-Uni (UK Albums Chart)               | 39                 |
| UK Rock and Metal Singles and Albums Charts | 2                  |
| États-Unis (Billboard 200)                  | 138                |

## Musiciens
- Steve Harris — basse
- Richard Taylor — chant
- David Hawkins — guitare, claviers
- Grahame Leslie — guitare
- Simon Dawson — batterie